# Karl Klaus von der Decken
Baron Karl Klaus von der Decken (8 augustus 1833 – 2 oktober 1865) was een Duitse ontdekkingsreiziger in Oost-Afrika. Von der Decken was de eerste Europeaan die een poging ondernam om de Kilimanjaro te beklimmen. Dankzij zijn observaties van de top maakte hij een eind aan het aloude vraagstuk of er sneeuw kan voorkomen in tropisch Afrika.

## Biografie
Karl Klaus von der Decken werd op 8 augustus 1833 geboren in Kotzen, een plaats in de Oost-Duitse deelstaat Brandenburg. Hij was een telg van de adellijke familie Von der Decken; zijn vader was Ernst Carl von der Decken (1796-1846), zoon van Claus von der Decken (1742-1826), Premier van het Koninkrijk Hannover. Karl Klaus' moeder, Adelheid von Stechow (1807-1868) hertrouwde na de dood van Ernst Carl met Hans Heinrich X. von Hochberg, prins van Pleß. Karl Klaus von der Decken had een oudere broer, Julius (1827-1867), een grootgrondbezitter in Mecklenburg te Silezië.

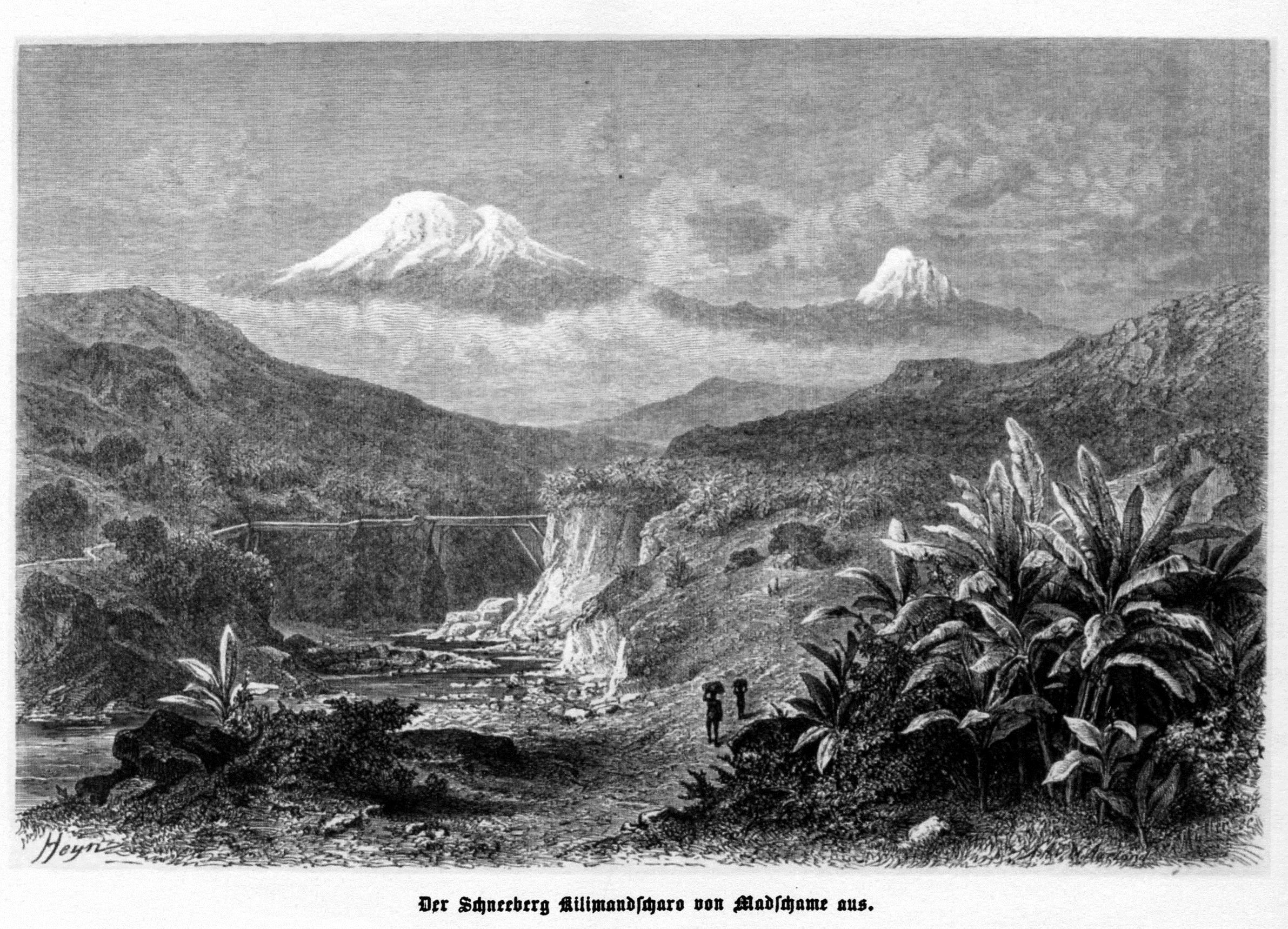
Houtgravure van de Kilimanjaro door Ernst Heyn (1869), naar een schets gemaakt door Von der Decken

### Kilimanjaro
Nadat hij zijn loopbaan bij het Duitse leger had beëindigd, reisde Von der Decken in mei 1860 naar Oost-Afrika. Hier verkende hij het gebied rond het Malawimeer, een jaar na haar ontdekking door David Livingstone. Von der Decken slaagde er echter niet in om het meer zelf te bereiken. In 1861 trok Von der Decken naar Mombassa om de Kilimanjaro te verkennen. Op zijn reis maakte hij kennis met de Engelse geoloog Richard Thornton, een voormalig lid van Livingstone's Zambezi-expeditie. Op uitnodiging van Von der Decken besloot Thornton om hem naar de Kilimanjaro te vergezellen. Bij de voet van de berg aangekomen schatten Von der Decken en Thornton haar hoogte tussen de 6039 en 6296 meter boven zeeniveau, wat dicht bij de werkelijke 5.895 meter ligt. Von der Decken en Thornton slaagden er door de slechte weersomstandigheden niet in om hoger dan 2460 meter te komen. Ook in het jaar daarop in december 1862, toen Von der Decken met de Duitse ontdekkingsreiziger Otto Kersten een expeditie maakte naar Mombassa, mislukte een poging om de besneeuwde top te bereiken. Deze keer bereikte de expeditie een hoogte van 4260 meter.
Von der Deckens expedities waren niet geheel mislukt. De notities die hij en Thornton maakten zorgden ervoor dat er een eind werd gemaakt aan het aloude vraagstuk of er sneeuw kan voorkomen in de Afrikaanse tropen, al bleef de Ierse geograaf William Desborough Cooley weigeren dit te geloven. Ook ontdekten Von der Decken en Thornton de actieve vulkaan Mount Meru, zeventig kilometer ten westen van de Kilimanjaro. Dankzij deze ontdekkingen en zijn beschrijving van de omgeving van de berg ontving Von der Decken in 1864 de Patron's Medal van de Royal Geographical Society. Sommige lokale dieren en planten die door Von der Decken voor het eerst werden beschreven zijn later naar hem vernoemd, zoals de von der deckens tok (Tockus deckeni) en de in Oost-Afrika inheemse plant Lobelia deckenii.

### Verdere expedities

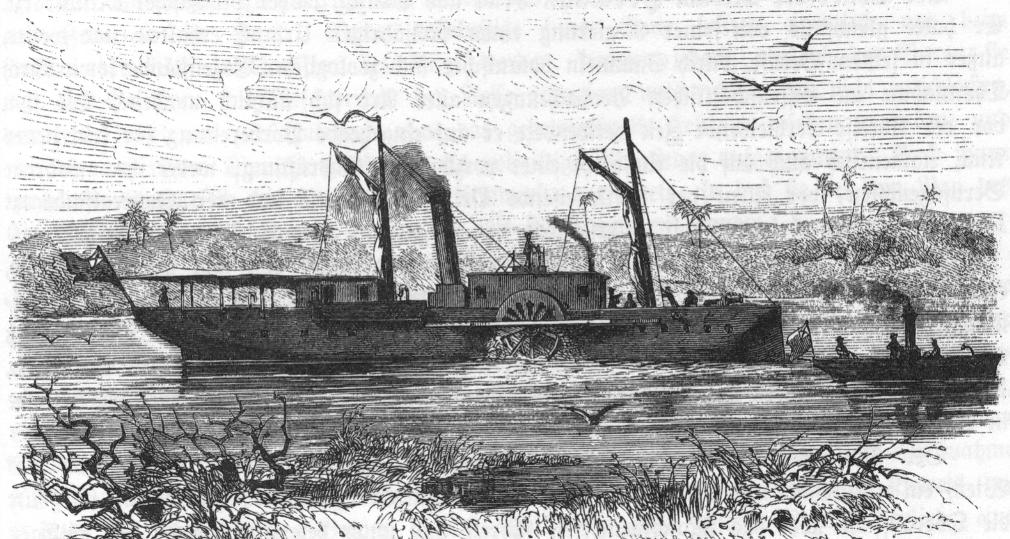
De Welf en de Passe partout, waarmee Von der Decken de Jubba verkende

Von der Decken besloot geen pogingen meer te doen om de Kilimanjaro te bedwingen en reisde in 1863 naar Madagaskar om het eiland en de nabijgelegen eilandgroepen te bezoeken: de Comoren, de Mascarenen en de Seychellen.
In 1865 was hij een van de eerste Europeanen die de benedenloop van de rivier de Jubba in Somalië verkende. Hij had voor deze reis twee stoomboten laten ontwerpen, de Welf en de kleine Passe partout. Von der Decken en zijn expeditie reisde stroomafwaarts over de rivier, maar op 29 juli sloeg de Passe partout op de rotsen en verdronk de bemanning. Op 2 oktober leed de Welf bij de stroomversnellingen nabij Bardera schipbreuk. De passagiers van de stoomboot werden door de lokale bevolking aangevallen en Von der Decken en drie andere expeditieleden werden gedood.
Om Von der Decken te eren vernoemde Alfred Grandidier in 1867 een in Madagaskar nieuw ontdekte makisoort naar hem; de von der Deckens sifaka (Propithecus deckenii).